# جامعة إسبيريتو سانتو الاتحادية
جامعة إسبيريتو سانتو الاتحادية (بالبرتغالية: Universidade Federal do Espírito Santo‏) واختصارها ( Ufes) هي جامعة عامة تقدم تعليمًا مجانيًا وعالي الجودة من خلال دمج برامج التدريس والبحث والتوعية في جميع مجالات المعرفة. مقرها في مدينة فيتوريا عاصمة ولاية اسبيريتو سانتو في البرازيل. وهي أكبر وأهم جامعة في ولاية إسبيريتو سانتو جنوب شرق البرازيل.
تأسست الجامعة عام 1954 ، واليوم تضم أربعة فروع، يقع اثنان في العاصمة فيتوريا (مقر Goiabeiras و Maruípe) ، أحدهما في الجنوب (Alegre)، والآخر في الشمال (São Mateus)، ويبلغ مساحتهما معًا أكثر من 300,000 متر مربع من مساحة الجامعة كلها والتي تقدر بأكثر من 4 ملايين م 2. بالإضافة إلى ذلك هناك 27 مركزًا للتعلم عبر الإنترنت في جميع أنحاء الولاية. لدى الجامعة ما يقرب من 25000 طالب في أكثر من 100 دورة جامعية و64 برنامجًا للدراسات العليا و1780 من أعضاء هيئة التدريس و 1650 من الموظفين. 
بالإضافة إلى التدريس، فإن الأبحاث ومشاريع التواصل قويان جدًا في الجامعة، حيث يتم نشر ما يقرب من 1000 بحث سنويًا في جميع مجالات العلوم، وهناك أكثر من 500 مشروع تواصل مستمر، يخدم حوالي مليوني شخص في جميع أنحاء الولاية.
تقدم الجامعة أيضًا تسهيلات للمجتمعات الأكاديمية، بما في ذلك المسرح والسينما والمعارض الفنية ومركز اللغة والمكتبات والمتاحف والقبة الفلكية والمرصد الفلكي والقاعات والمركز الرياضي والمحطة البحرية والمزارع التجريبية ومستشفى بيطري ومستشفى جامعي وهي منشأة الصحة العامة الرئيسية في ولاية إسبيريتو سانتو، وتعمل كمرجع في الرعاية الطبية عالية التعقيد. 
يأتي ترتيب الجامعة من بين أفضل 18 جامعة في البرازيل.  في عام 2018 صنفت الجامعة كأفضل 75 مؤسسة بحثية حسب تقرير تصنيف مؤسسات SCImago.
في أمريكا اللاتينية، صنفت الجامعة من بين أفضل 100 جامعة وفقًا لتصنيفات جامعة تايمز للتعليم العالي العالمية  و114 وفقًا لترتيب QS Top University .

## روابط خارجية
http://www.ufes.br